# ヤンゴン・セントラル駅
ヤンゴン・セントラル駅（ヤンゴンセントラルえき、英: Yangon Central Railway Station、緬: ရန်ကုန် ဘူတာကြီး [jàɴɡòʊɴ bùdàdʑí]）は、ミャンマー連邦共和国ヤンゴン管区ヤンゴン市の商業地区にある、ミャンマー最大となるミャンマー鉄道の駅である。
当駅は、ミャンマー北部（ネピドー、マンダレー、シュウェボー）、内陸部（ミッチーナー）、シャン高地（タウンジー、カロー）およびタニンダーリ沿岸部（モーラミャイン、イェー）の地域を網羅している、ミャンマー鉄道の総延長5,031km (3,126mi)にもおよぶ鉄道網への玄関口となっている。

## 歴史
1877年、ヤンゴンからピイまでのビルマ（現・ミャンマー）初の鉄道建設を目指したイギリス人によって、駅が設置された。駅舎は、商業地区Phayre・ストリート（現・Pansodan・ストリート）に面した広大な鉄道用地の南側に位置していた。イギリスのヴィクトリア朝様式の駅舎の正面には、芝生で囲まれたアクセス道路が造られた。この華麗な洋風建築は地元住民から「妖精駅」と呼ばれ親しまれた。しかし、第二次世界大戦で駅は格好の攻撃目標となり、日本軍の侵攻を目前にして、インドに撤退するイギリス軍は1943年に駅を破壊した。
戦後、駅舎は技術者Hla Thwinによる、伝統的なビルマ建築様式に基づいた設計図に従い再建されることとなった。新しい建造物は、5,110m2 (55,000ft2)の規模であった。北側には、草の芝生、庭および広いアクセス通路があった。新たな設計は、1946年5月7日に鉄道局の承認が得られた。建設は、技術者であるSithu U Tinによって1947年1月に開始され、475万チャット (Kt) の総費用を掛けて、1954年5月に完成した。新しくなったヤンゴン・セントラル駅の開業式が、1954年6月5日に開催された。
当駅は、1996年より歴史的な建物として指定されている。なお、当駅の建造物が、ヤンゴン市の遺産一覧に記載されている。
2007年12月には、ヤンゴン市役所より、不特定日にヤンゴン・セントラルを商業地区から32km (20mi)離れた衛星都市である東ダゴンへ移転させるという、マスタープランが発表された。

## 乗り入れ路線
以下の路線は、当駅を通過するか、当駅が起終点となっている。
- ヤンゴン環状線
- ヤンゴン-マンダレー線
- ヤンゴン-モーラミャイン線
- ヤンゴン-バガン線
- ヤンゴン-Aunglan-バガン線
- ヤンゴン-ピイ線

## 駅構造
地上駅。

## 駅周辺
ヤンゴン市内の中心部に位置し、北側にはカンドウギーイー湖があり、南側にはヤンゴン川が流れている。
- ボージョー・アウン・サン・スタジアム
- ヤンゴン・シティ・ホール
- ヤンゴン・ズーロジカル・ガーデン

## 隣の駅
ミャンマー鉄道
ヤンゴン環状線
Pazundaung駅 - ヤンゴン・セントラル駅 - Pagoda Road駅